# Reidar Børjeson
Reidar Børjeson (eigentlich: Reidar Kristoffer Børjeson; * 2. April 1931 in Oslo; † 5. September 2011 in Oslo) war ein norwegischer Eiskunstläufer.

## Leben und Karriere
Børjeson, geboren 1931 in Oslo, war norwegischer Meister im Paarlauf (zusammen mit Ingeborg Nilsson) in den Jahren 1956, 1957, 1958 und 1959.
Bei den Olympischen Spielen 1952 in Oslo belegte er mit seiner Partnerin Bjørg Skjælaaen im Paarlauf den 13. Platz.